# Novodzherelíyevskaya
Novodzherelíevskaya (del ruso: Новоджерелиевская) es una stanitsa del raión de Briujovétskaya del krai de Krasnodar en el sur de Rusia. Está situada en la orilla derecha del río Kirpili, 26 km al este de Briujovétskaya y 86 km al noroeste de Krasnodar, la capital del krai. Tenía 5 020 habitantes en 2010.
Es centro del municipio rural Novodzherelíevskoye, en el que se encuentran las localidades de Cheliuskinets y Beisúgskoye.

## Historia
Fundada en 1804, hacía parte del otdel de Temriuk del óblast de Kubán.

## Composición étnica
De los 5 297 habitante que tenía en 2002, el 92.2 % era de etnia rusa, el 3.3 % era de etnia armenia, el 2 % era de etnia ucraniana, el 0.5 % era de etnia gitana, el 0.4 % era de etnia bielorrusa, el 0.2 % era de etnia tártara, el 0.2 % era de etnia alemana, el 0.1 % era de etnia georgiana y el 0.1 % era de etnia griega